# Maga (groupe)
Pour les articles homonymes, voir Maga.
Maga, stylisé maga, est un groupe d'indie pop espagnol, originaire de Séville. En décembre 2014, après l'annonce d'une interruption de son activité, le groupe se reforme en 2016 avec Miguel Rivera (chanteur et guitariste), Javier Vega (basse), Pablo Cabra (batterie) et César Díaz (claviers). Le groupe se distingue par ses textes énigmatiques aux sonorités oniriques. Ils ont joué dans de grands festivals tels que le FIB et ont effectué des tournées dans toute l'Espagne, ainsi qu'au Venezuela, au Chili, en Uruguay et en Argentine.

## Histoire
Le groupe est formé en 2000 à Séville par Miguel Rivera (chant, guitare, claviers et programmation), David García (batterie) et Javier Vega (basse). Le groupe porte le nom d'un personnage du roman Marelle de Julio Cortázar.
L'album maga (album rouge) sort en 2006 en Argentine (au label Ultrapop) et au Mexique (chez Astro Discos México). En 2008, le groupe décide de quitter Limbo Starr, le label avec lequel il avait sorti toutes ses œuvres jusqu'à présent. Après quelques mois, ils signent avec le label Mushroom Pillow, auquel ils sortent A la hora del sol en 2010.
Le 11 décembre 2014, ils annoncent par un communiqué sur leur page Facebook la décision « pour Maga de faire une pause », sans donner d'informations sur les intentions du groupe pour l'avenir. Un an plus tard, le 15 décembre 2015, ils annoncent leur retour avec l'enregistrement de deux nouveaux albums en 2016 : un réenregistrement de leur premier album pour célébrer le 15e anniversaire du groupe, et un nouvel album.
Le 22 octobre 2022, ils disent adieu à leur public lors d'un concert au Teatro Lope de Vega à Séville.

## Discographie

### Albums studio
- 2002 : maga (album blanc)
- 2004 : maga (album noir)
- 2006 : maga (album rouge)
- 2010 : A la Hora del Sol
- 2011 : Satie contra Godzilla
- 2017 : Salto horizontal

### EP
- 2001 : Bidimensional
- 2004 : Blanco sobre blanco
- 2011 : Silencio

### Participations
- Tributo a Depeche Mode, avec la chanson Little 15.
- Tributo a Echo and the Bunnymen, avec la chanson Porcupine